# Hoyerswerda
Hoyerswerda (wym. [hɔʏɐsˈvɛʁda]ⓘ; górnołuż. Wojerecy, wym. [ˈβɔjɛʀɛtsɪ]ⓘ) – miasto w Niemczech, na Łużycach, w północnej części kraju związkowego Saksonia, w okręgu administracyjnym Drezno, w powiecie Budziszyn, położone ok. 40 km na południe od Chociebuża i ok. 60 km na północny wschód od Drezna. Miasto należy do Euroregionu „Nysa”.
Miasto znajduje się w oficjalnym obszarze osadniczym Serbołużyczan.
Do 31 lipca 2008 Hoyerswerda była miastem na prawach powiatu, 1 sierpnia została włączona do powiatu Budziszyn.

## Nazwa
Pierwsza wzmianka o miejscowości w formie Hoyerwserde pochodzi z 1268 roku. Później nazwa była także notowana w formach Hogerswerde (1272), Hoierswerte (1293), Hoierswerd, Hogerswerd (1399), Hoversswerde (1431), Hewerswerde (1475), Heyerswerde (1513), Hoierschwerda  (1577), Hayerschwerda (przed 1635), Hoyerswerda (1658). Nazwa górnołużycka pojawiła się w źródłach pisanych w XVIII wieku, po raz pierwszy w 1711 roku, kiedy odnotowano formy Wojereze, Worieze. Późniejsze zapisy to: Woj(e)rez (1744), Wojrez, Wojyrez (1767), Wojeŕezy (około 1840), Wojerecy (1866).
Nazwa miasta złożona jest z nazwy osobowej Hoyer i nazwy pospolitej -werd(a), a oznacza ‘osadę Hoyera położoną nad wodą’. Pochodzi od imienia szlachcica Hoyera von Friedeberg, który założył osadę w połowie XIII wieku. Nazwa osobowa Hoyer jest późniejszą wersją imienia Hōgēr, utworzonego z połączenia staro-wysoko-niemieckich wyrazów hō(h) ‘wysoki, wzniosły, duży’ i gēr ‘oszczep’. Rdzeń -werd(a) (staro-wysoko-niemieckie warid, werid, średnio-wysoko-niemieckie wert, -des, werder), czyli ‘wyspa, ostrów, półwysep, brzeg, wyniesiony kawałek lądu pośród mokradeł’, występuje z końcówką -a charakterystyczną dla nazw miejscowych regionu. Nazwa górnołużycka powstała wskutek sorabizacji nazwy niemieckiej. Człon -werda zastąpiony został sufiksem -ecy, a początkowe h- przeszło w w-, odzwierciedlając przejście fonetyczne h w u̯ w języku górnołużyckim.
W polskim piśmiennictwie od XIX wieku używane bywają zamiennie górnołużycka nazwa Wojerecy i spolonizowana forma Wojrowice.

## Historia
W XII wieku okolice Hoyerswerdy były zasiedlone przez Serbów łużyckich i niemieckich osadników. W XIII wieku istniał tu należący do hrabiego Hoyera von Friedeberg zamek obronny przeciw Marchii Brandenburskiej, wokół którego rozwinęła się osada. Miejscowość wzmiankowana była po raz pierwszy w dokumentach w 1268 roku. Hoyerswerda stała się wówczas twierdzą na granicy Czech i Brandenburgii. W 1371 roku Karol IV Luksemburski zezwolił na organizację targów. W 1382 roku jego następca, Wacław IV Luksemburski, nadał miasto czeskiemu rodowi szlacheckiemu z Dubé, który w 1423 roku nadał prawa miejskie. Od nazwiska rodu pochodzi też herb miasta, przedstawiający trzy dęby.
Po raz pierwszy do Elektoratu Saksonii miasto zostało włączone w 1448 roku, po czym we wrześniu 1467 czeski szlachcic Jaroslav ze Šternberka przystąpił do oblężenia, zdobywając miasto w sierpniu 1468 roku, jednakże walczył przeciw królowi Jerzemu z Podiebradów, a od 1468 po stronie króla Węgier Macieja Korwina, toteż miasto przypadło Węgrom. Po śmierci Macieja Korwina w 1490 powróciło do Czech.

### W granicach Saksonii

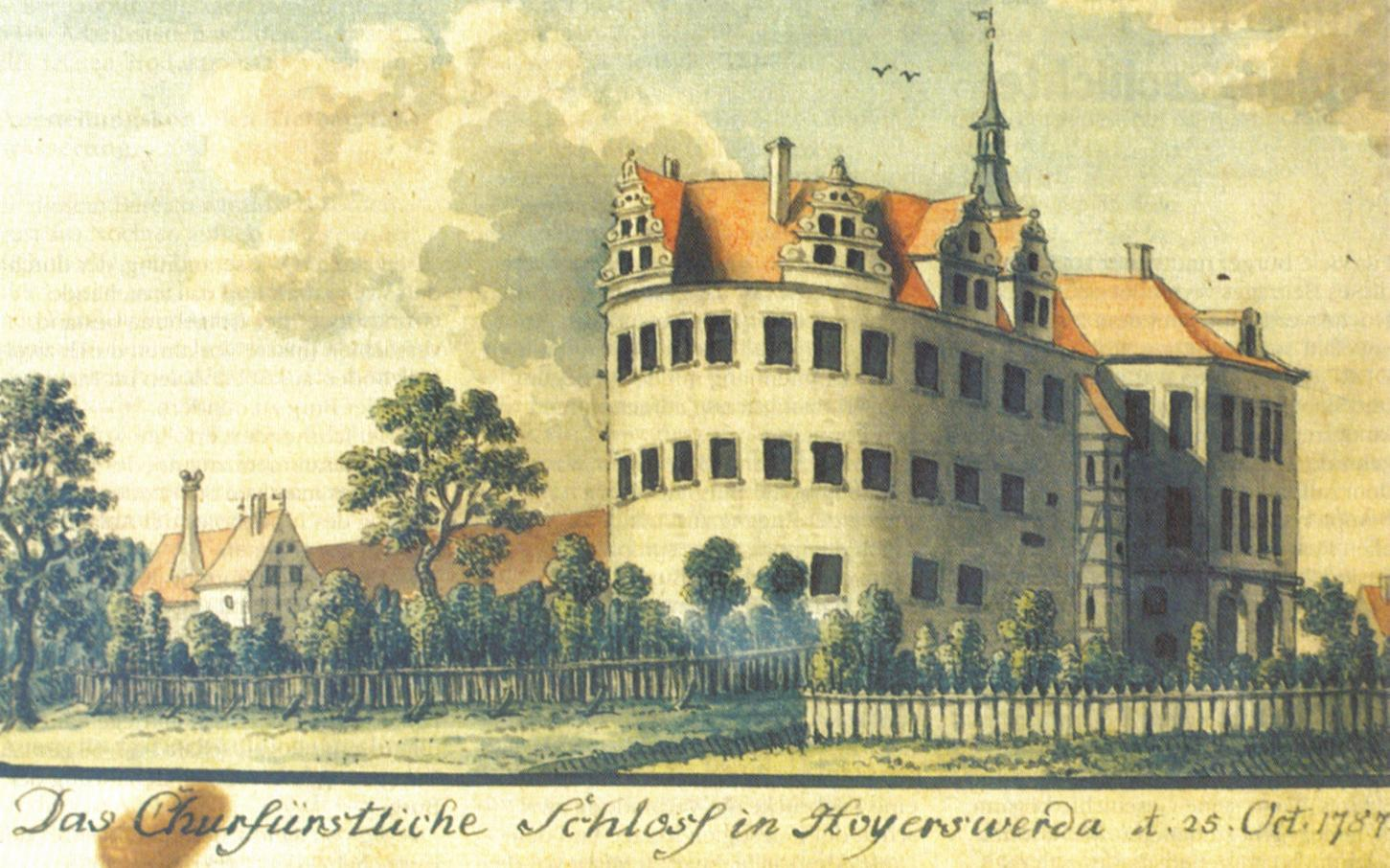
Zamek w 1787 roku

Na mocy pokoju w Pradze w 1635 roku przyłączone do Elektoratu Saksonii. W 1694 właścicielem miasta został elektor Saksonii Fryderyk August I. Na początku XVIII wieku znalazło się w posiadaniu ks. cieszyńskiej Urszuli Katarzyny Lubomirskiej (od 1704 do 1736 r.). Na polecenie księżnej w 1727 przebudowano zamek w stylu barokowym. Z rąk Lubomirskiej, miasto kupił elektor saski i król polski August III. Przez miasto przebiegała trasa przejazdów króla Augusta III z Drezna do Wschowy i Warszawy. Król August III wraz z królową Marią Józefą gościli w zamku w 1739 i 1740.
W czasie III wojny północnej w 1707 stacjonowały w mieście wojska szwedzkie. W 1759 Prusacy zwyciężyli Austriaków w bitwie pod Hoyerswerdą. W mieście zamieszkiwał pułkownik Jan Michał Dąbrowski, tu też w latach sześćdziesiątych XVIII wieku dorastał jego syn Jan Henryk Dąbrowski. W 1781 zamek stał się własnością publiczną, mieszcząc odtąd różne urzędy. W 1806 miasto zostało częścią Królestwa Saksonii, połączonego w latach 1807–1815 unią z Księstwem Warszawskim.

### Miasto częścią prowincji Śląsk

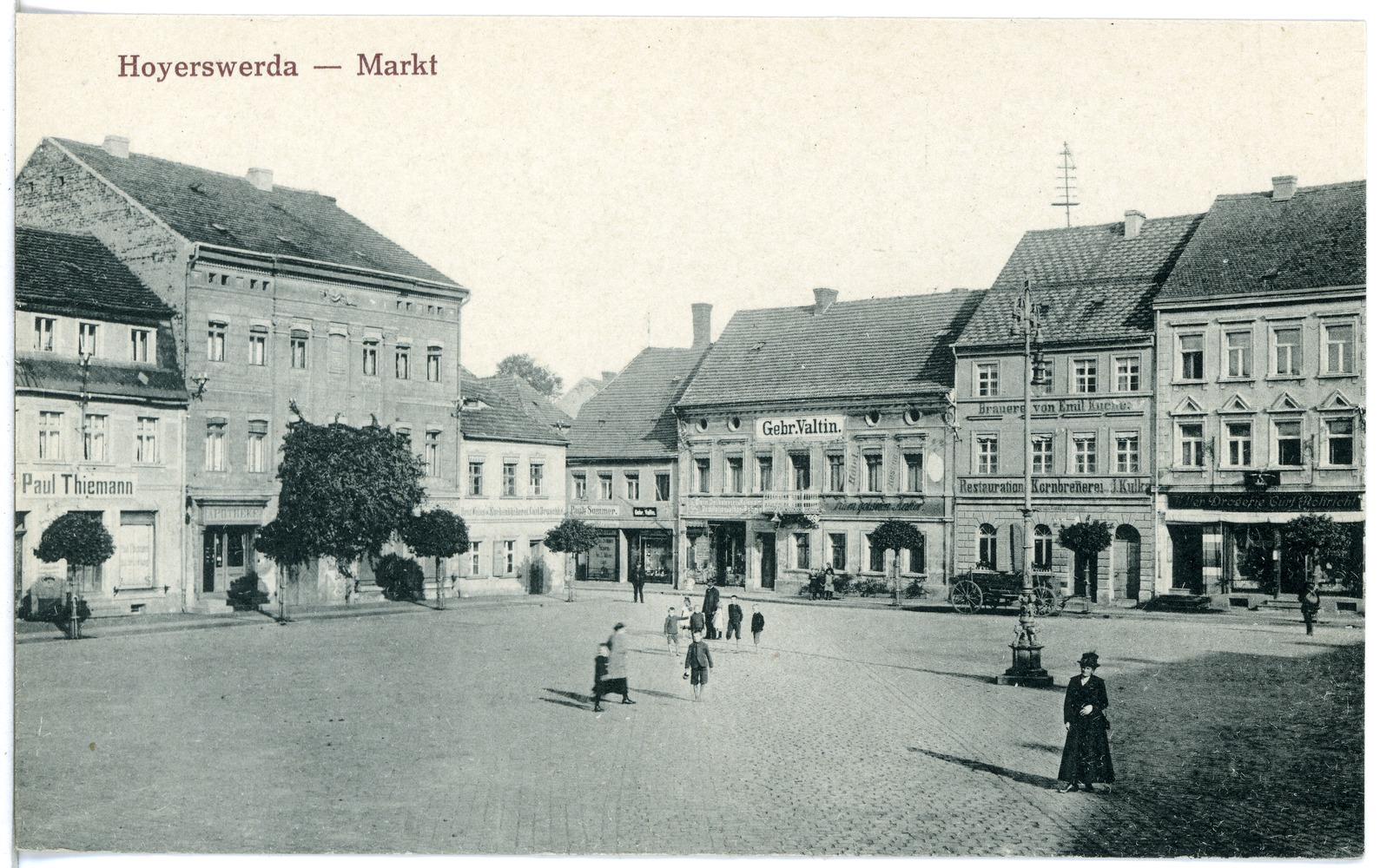
Rynek w 1917 r.

W 1815 r. na mocy postanowień kongresu wiedeńskiego wraz z częścią Górnych Łużyc miasto zostało oderwane od Saksonii i przyłączone do Prus. W 1825 zostało włączone w granice rejencji legnickiej prowincji Śląsk. Miasto dzieliło historię Śląska do 1945 roku jako część prowincji Śląsk (1825–1919, 1938–1941) oraz Dolny Śląsk (1919–1938, 1941–1945). Było siedzibą władz najbardziej na zachód wysuniętego powiatu prowincji. W 1871 znalazło się w granicach zjednoczonych Niemiec. Miasto zostało połączone z resztą kraju linią kolejową, którą wybudowano w 1873 r. Fakt ten miał pozytywny wpływ na rozwój lokalnej gospodarki. 23 maja 1873 przybył do miast pierwszy pociąg z Ruhland. U schyłku XIX wieku miasto zaczęło się rozrastać w związku z wydobyciem węgla brunatnego.
W miasteczku w październiku 1912 r. założono organizację Serbołużyczan, Domowina i wybrano jej zarząd. W 1918 r. miasto było widownią demonstracji Serbołużyczan protestujących przeciwko polityce wynaradawiania Łużyczan prowadzonej w pruskiej i saskiej części Łużyc. W 1921 r. na konferencji delagatów Domowiny w Hoyerswerdzie potępiono politykę germanizacji Łużyczan prowadzoną przez Niemcy.
W czasie II wojny światowej Niemcy więzili w mieście późniejszego wrocławskiego archiwistę Stanisława Wojtasa. Podczas działań wojennych wiosną 1945 r. toczyły się tutaj zacięte walki, w wyniku których w mieście uległo zniszczeniu 35% budynków. Armia Czerwona zdobyła miasto 20 kwietnia 1945.

### Lata powojenne

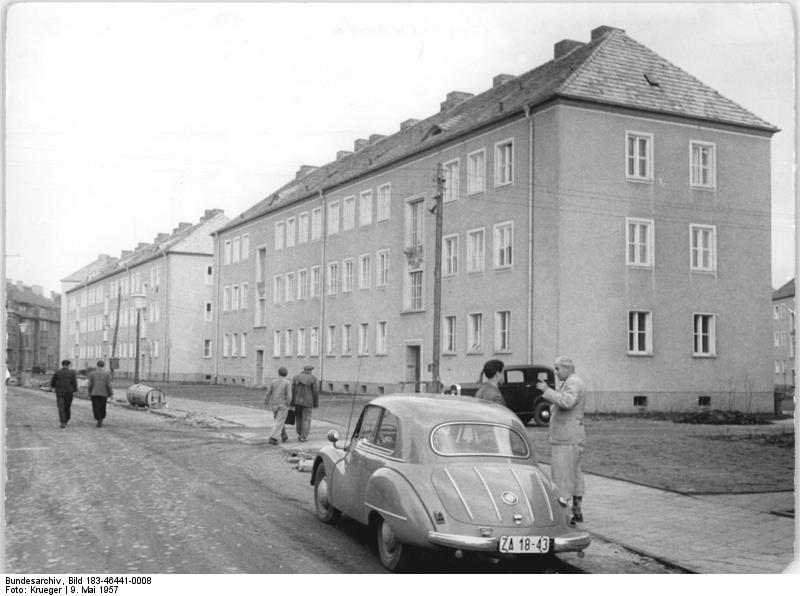
Hoyerswerda w 1957 roku

W 1945 decyzją Radzieckiej Administracji Wojskowej w Niemczech miasto wraz z leżącą na zachód od Nysy Łużyckiej częścią Prowincji Dolny Śląsk zostało włączone do Saksonii, której część stanowiło do jej likwidacji w 1952 roku. W czasach NRD rozpoczęto industrializację miasta. W 1955 r. zbudowano kombinat chemiczny „Schwarze Pumpe” (Čorna Pumpa) bazujący na węglu brunatnym wydobywanym w okolicach. Zakłady zatrudniały ponad 20 tys. pracowników, w większości pochodzących spoza Hoyerswerdy. Zbudowano dla nich nowe miasto-blokowisko obok już istniejącego. Na pocz. lat 80. XX w. liczba mieszkańców przekroczyła 70 tys. W 1989 r. w mieście uruchomiono system trolejbusowy. Po upadku NRD liczba mieszkańców spadła prawie o połowę, a trolejbusy zlikwidowano. Obecnie trwa wyburzanie blokowisk, które wcześniej opustoszały. Jednocześnie dąży się do przywrócenia dawnego charakteru miasta sprzed czasów industrializacji.
W latach 90. do miasta przyłączono okoliczne wsie: w 1993 Bröthen/Michalken, w 1994 Knappenrode, w 1996 Schwarzkollm i Zeißig, w 1998 Dörgenhausen.

## Demografia

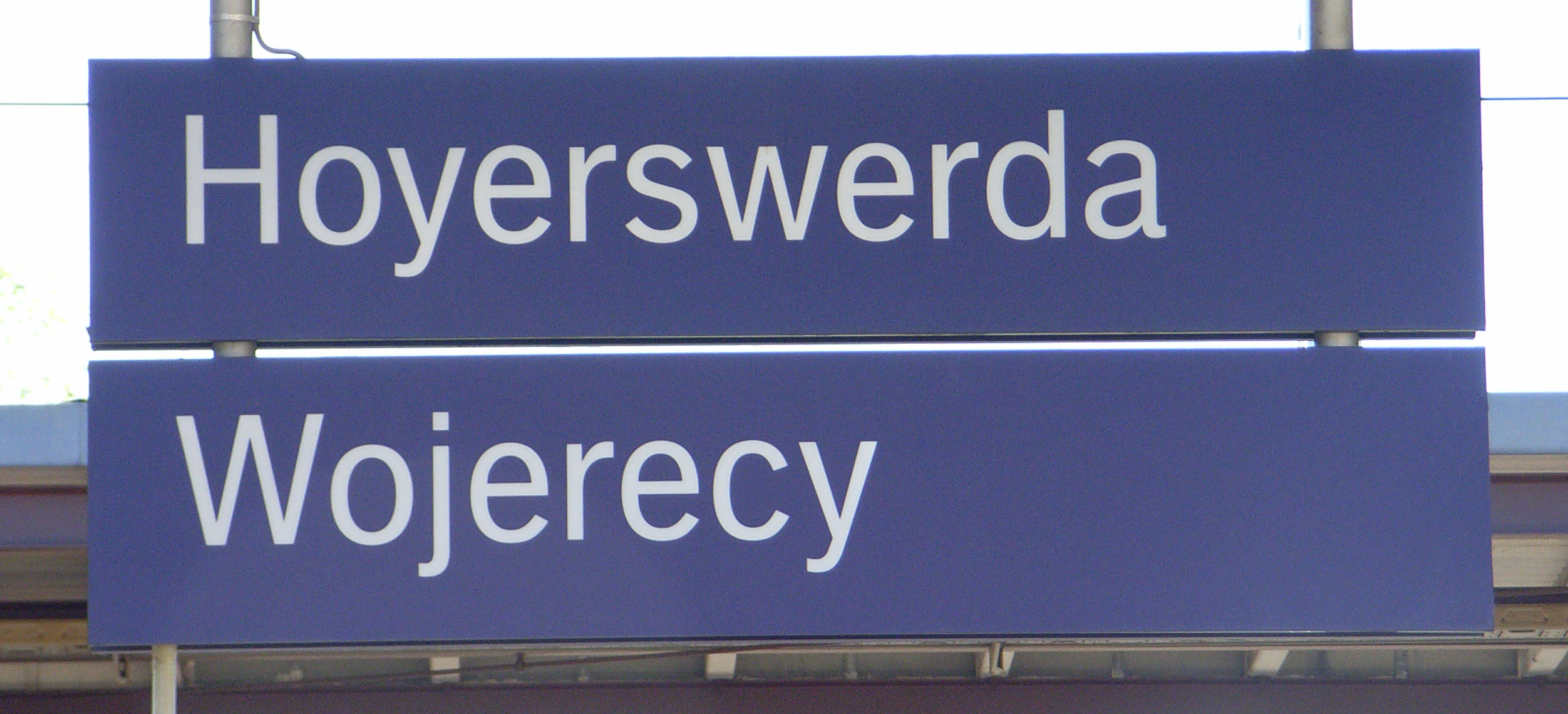
Tablica z nazwą miasta w językach niemieckim i górnołużyckim na dworcu kolejowym

Zmiany populacji miasta od 1632 do 2013 roku:

Najwyższą populację miasto osiągnęło w 1981 roku – 71 124 mieszkańców.

## Zabytki

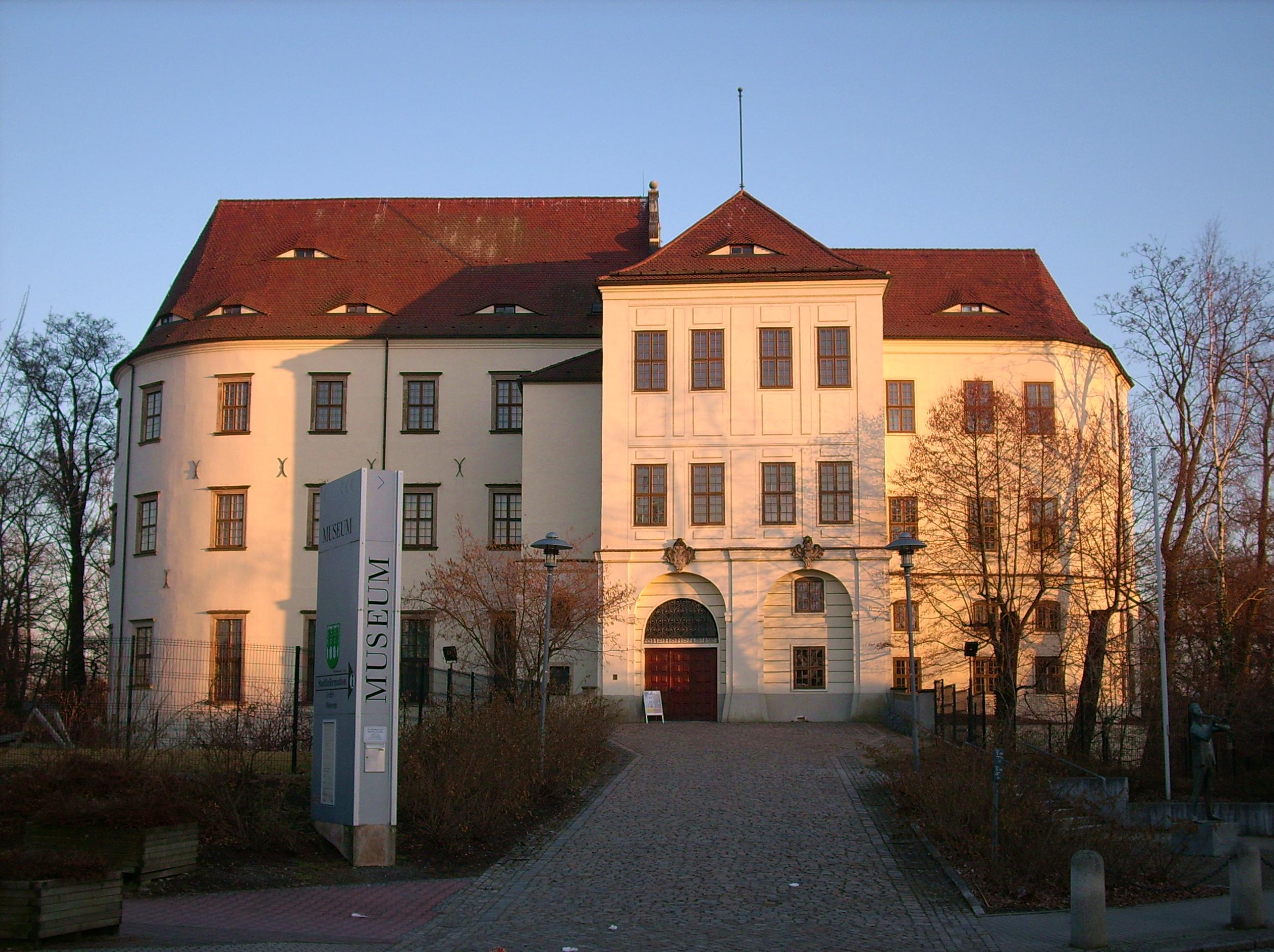
Zamek królewski

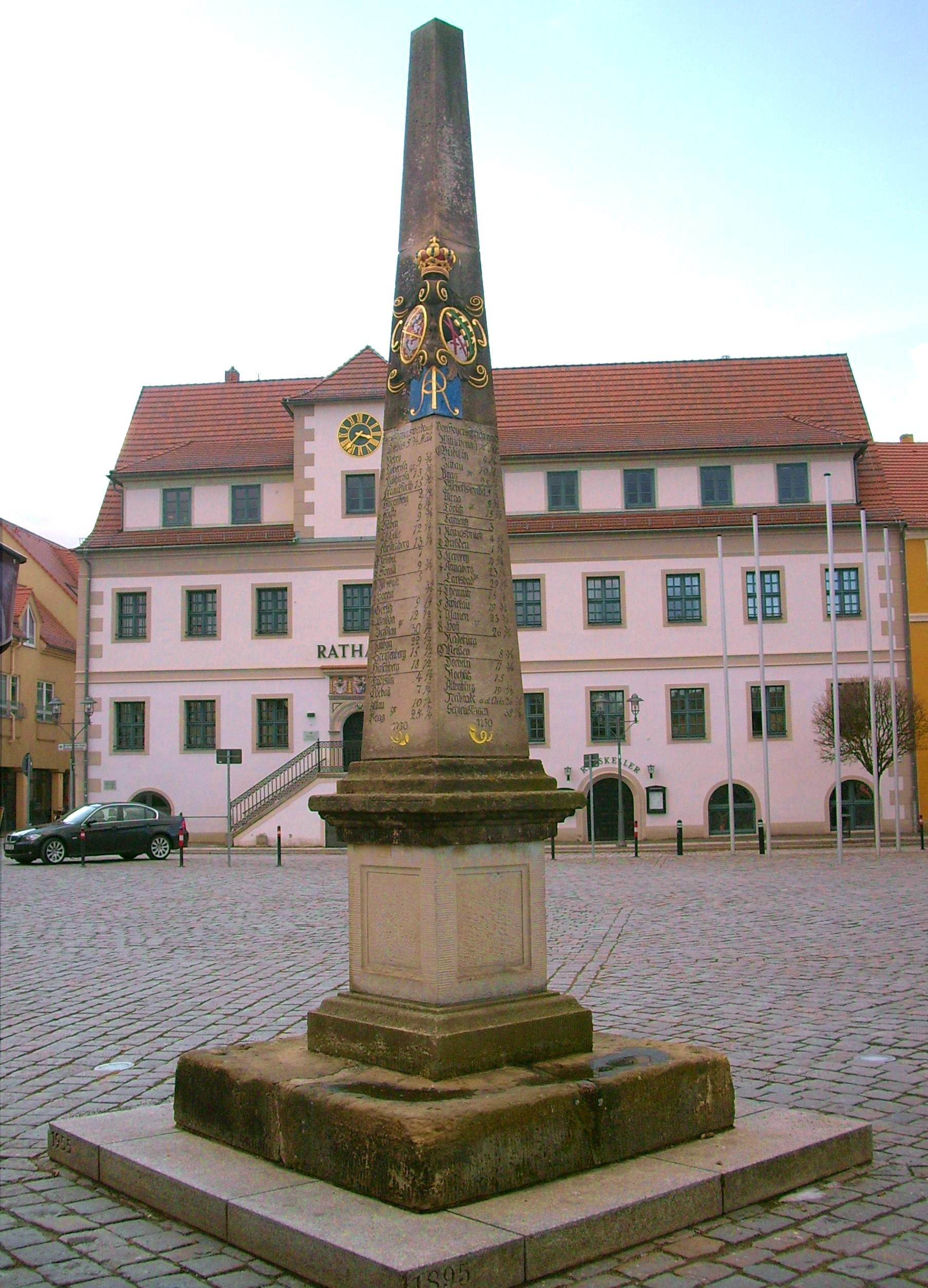
Słup dystansowy poczty polsko-saskiej, w tle Stary Ratusz

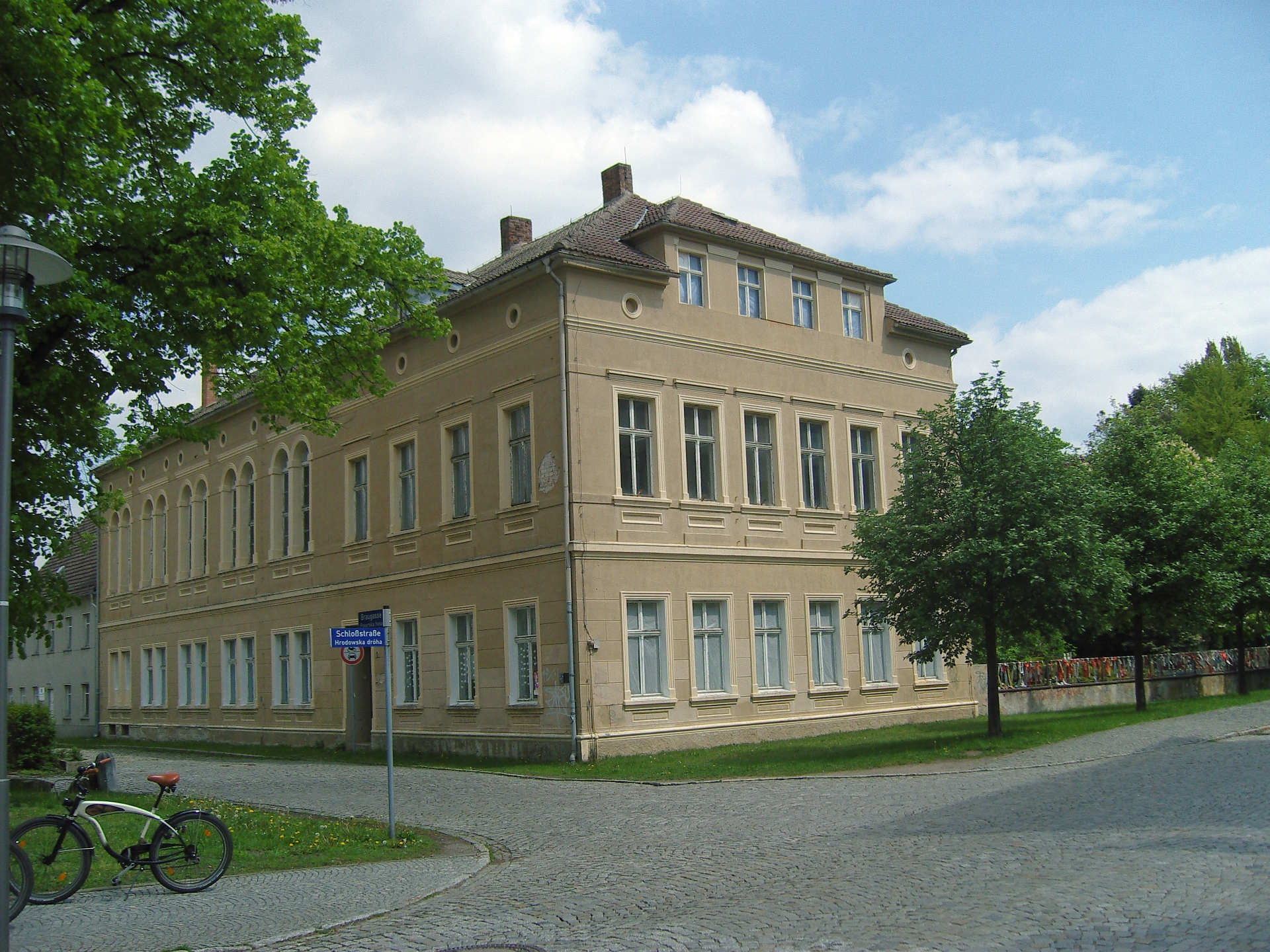
Dawna siedziba Domowiny

- Stary Ratusz(inne języki) z 1449 r., wielokrotnie przebudowywany, ostatnio w 1930 r. Na fasadzie herby byłych właścicieli miasta oraz herb miasta i daty 1591 i 1592
- Kościół św. Jana(inne języki) z XV/XVI wieku z elementami renesansowymi, przebudowany w stylu barokowym
- Trzy kamienie pokutne z XV/XVI w.
- Zamek królewski(inne języki)[5] – dawny zamek nawodny, sięgający XIII wieku. Obecny kształt nadały budowli gruntowne przebudowy w 1592 i 1720 r. Niegdyś zamek był siedzibą właścicieli miasta, w tym księżnej Urszuli Katarzyny Lubomirskiej oraz króla Polski Augusta III Sasa, który zatrzymywał się tu w czasie podróży między Dreznem a Warszawą, później zamek zamieniony został na muzeum (Heimatmuseum)
- Słup dystansowy poczty z 1730 r. na Rynku, ozdobiony herbami Polski i Saksonii, monogramem króla Augusta II Mocnego i polską koroną królewską
- Kościół św. Krzyża, wybudowany w 1754 roku
- XIX-wieczne kamieniczki przy Rynku
- Studnia Serbołużycka (Sorbenbrunnen) z 1980 r. na Rynku
- Dawna siedziba Domowiny z 1885 r.
- Nowy Ratusz z 1904 r.
- Dom parafialny przy kościele św. Jana
- Kościół katolicki pw. Świętej Rodziny(inne języki) z lat 1912–1914, neogotycki
- Dworzec kolejowy z lat 1873–1875
- Ambulatorium kolejowe z ok. 1890 r.
- Dawne archiwum kolejowe, współcześnie dom mieszkalny
- Kolejowa wieża ciśnień z 1907 r.
- Pawilon z ok. 1890 r.
- Gmach szkoły miejskiej z ok. 1900 r., współcześnie szkoła muzyczna
- Gmach szkoły podstawowej z lat 1912–1913
- Dom towarowy z 1925 r.
- Dom burmistrza z ok. 1926 r.
- Siedziba nadleśnictwa z 1934 r., współcześnie dom mieszkalny
- Wiatrak koźlak z 1707 r. w Dörgenhausen
- 17 serbołużyckich krzyży przydrożnych z XIX i XX w. w Dörgenhausen
- Kaplica katolicka Chrystusa Króla z lat 1952–1953 w Dörgenhausen
- Kościół Mariacki z ok. 1860 r. w Schwarzkollm (neoromański)
- Wieża ciśnień z ok. 1915 r. w Bröthen/Michalken
- Dworzec kolejowy Knappenrode
- Dom towarowy z ok. 1915 r. w Knappenrode
- Hala Łużycka(inne języki) z lat 1976–1977

## Klimat (1979–2013)
| Miesiąc                                 | Sty   | Lut   | Mar   | Kwi  | Maj  | Cze  | Lip  | Sie  | Wrz  | Paź  | Lis   | Gru   | Roczna |
| --------------------------------------- | ----- | ----- | ----- | ---- | ---- | ---- | ---- | ---- | ---- | ---- | ----- | ----- | ------ |
| Rekordy maksymalnej temperatury [°C]    | 16.4  | 18.8  | 22.5  | 29.6 | 32.0 | 36.4 | 37.2 | 37.9 | 30.2 | 26.3 | 18.6  | 14.9  | 37,9   |
| Średnie temperatury w dzień [°C]        | 2.7   | 3.9   | 8.7   | 14.3 | 19.7 | 22.3 | 24.3 | 24.3 | 19.5 | 14.1 | 7.5   | 3.9   | 13,8   |
| Średnie dobowe temperatury [°C]         | 0.0   | 0.7   | 4.5   | 9.0  | 14.1 | 17.0 | 18.8 | 18.6 | 14.4 | 9.8  | 4.6   | 1.5   | 9,4    |
| Średnie temperatury w nocy [°C]         | -2.8  | -2.5  | 0.6   | 3.6  | 8.0  | 11.4 | 13.3 | 13.1 | 9.8  | 5.8  | 1.8   | -1.1  | 5,1    |
| Rekordy minimalnej temperatury [°C]     | -25.4 | -22.5 | -15.6 | -6.8 | -2.0 | 1.3  | 5.7  | 4.2  | 1.4  | -6.7 | -12.6 | -21.8 | −25,4  |
| Opady [mm]                              | 45    | 35    | 43    | 38   | 56   | 59   | 79   | 67   | 48   | 35   | 47    | 48    | 599    |
| Średnia liczba dni z opadami            | 11    | 9     | 10    | 8    | 10   | 11   | 11   | 10   | 9    | 8    | 10    | 11    | 118    |
| Źródło: Na podstawie 35-lecia 1979-2013 |       |       |       |      |      |      |      |      |      |      |       |       |        |

## Współpraca
Miejscowości partnerskie:
- Dillingen/Saar, Saara
- Heinersreuth, Bawaria – kontakty utrzymuje dzielnica Schwarzkollm
- Huittinen, Finlandia
- Pforzheim, Badenia-Wirtembergia
- Příkazy, Czechy – kontakty utrzymuje dzielnica Zeißig
- Solingen, Nadrenia Północna-Westfalia
- Stephanskirchen, Bawaria – kontakty utrzymuje dzielnica Schwarzkollm
- Środa Wielkopolska, Polska